# Téléopsie
La téléopsie est un trouble de la perception visuelle humaine dans lequel les objets apparaissent beaucoup plus loin que ce qu'ils sont réellement.